# Alejandro Rebaza Martell
Alejandro Arturo Rebaza Martell (Huamachuco, 20 de septiembre de 1948) es un abogado, profesor y político peruano. Fue congresista en el periodo parlamentario 2006-2011.

## Biografía
Nació en Huamachuco, provincia de Sánchez Carrión, departamento de La Libertad el 20 de septiembre de 1948. Entre 1964 y 1967 cursó estudios técnicos de educación primaria en la Escuela Normal de Cajamarca obteniendo el título respectivo. Entre 1966 y 1967 cursó estudios superiores de educación en la Universidad Nacional de Trujillo, titulándose como licenciado en educación primaria. Posteriormente, entre 1993 y 1997 cursó la carrera de Abogado en la Universidad Privada Antenor Orrego de Trujillo así como la maestría en educación entre 1996 y 1997 en la Universidad Nacional de Trujillo.

## Carrera política
Es miembro del Partido Aprista Peruano y fue candidato a regidor de la provincia de Cajamarca en las elecciones municipales de 1983, obteniendo la elección. En 1990 participó en las elecciones regionales siendo elegido como representante ante la asamblea regional de la Región Nororiental del Marañón por el departamento de Cajamarca. Este mandato se vio interrumpido en 1992 debido al autogolpe de Alberto Fujimori. Participó como candidato a vicepresidente regional de Cajamarca en las elecciones regionales del 2002 junto con el candidato a presidente regional Felipe Pita Gastelumendi, obteniendo la elección para el periodo 2003-2006. Este último año participó en las elecciones generales del 2006 como candidato a congresista por Cajamarca obteniendo la representación para el periodo parlamentario 2006-2011. Durante su gestión como congresista participó en la formulación de 318 proyectos de ley de las que 87 fueron aprobadas como leyes. Tentó su reelección en las elecciones generales del 2011 sin éxito.